# Aricia chrysophanoides
Aricia chrysophanoides är en fjärilsart som beskrevs av Harrison 1929. Aricia chrysophanoides ingår i släktet Aricia och familjen juvelvingar. Inga underarter finns listade i Catalogue of Life.